# Купидо, Лука
Лука Купидо (англ. Luca Cupido; род. 9 ноября 1995, Генуя) — американский ватерполист, игрок сборной США. Бронзовый призёр летних Олимпийских игр 2024 года, трёхкратный чемпион Панамериканских игр. Участник летних Олимпийских игр 2016, 2020, 2024 годов.

## Карьера
Лука Купидо родился в итальянской семье, в Генуе, в юности играл за сборную Италии по водному поло. В 2012 году переехал в Соединенные Штаты. Изучал городское планирование в Калифорнийском университете в Беркли и был игроком спортивной команды «Golden Bears». Имеет двойное гражданство США и Италии.
С 2014 года Купидо играет в национальной сборной США. В 2015 году на чемпионате мира в Казани в составе национальной команды занял итоговое седьмое место. В этом же году в составе сборной США, опередив бразильцев, стал чемпионом Панамериканских игр в Торонто. В 2016 году на Олимпийских играх в Рио-де-Жанейро сборная США, в которой играл Лука, заняла итоговое десятое место.
В финале Панамериканских игр 2019 года команда Соединенных Штатов обыграла Канаду, а Купидо стал двукратным чемпионом Панамериканских игр. На Олимпийских играх 2021 года в Токио Лука Купидо вместе со своей командой проиграл испанцам в четвертьфинале, а американцы на том соревновании стали шестыми.
На Панамериканских играх 2023 года сборная США, в составе которой играл Купидо, одержала победу, победив бразильцев в финальной встрече.
На Олимпийских играх в Париже сборная США заняла третье место на групповом этапе. В четвертьфинале американцы выиграли у австралийцев по пенальти, а в поединке за третье место обыграли венгров также по пенальти. Купидо забил по одному голу в четвертьфинале, полуфинале и матче за бронзовые медали.